# كاثرين تروتر كوكبورن
كانت كاثرين تروتر كوكبورن (16 أغسطس 1679- 11 مايو 1749) روائية إنجليزية وكاتبة مسرحية وفيلسوفة. كتبت عن الفلسفة الأخلاقية، والمسالك اللاهوتية، وكانت لها مراسلات كثيفة.
تُعالج أعمال تروتر مجموعة من القضايا بما في ذلك الضرورة، ولانهائية الفضاء، والجوهر، لكنها تركّز على المسائل الأخلاقية. اعتقدت تروتر أن المبادئ الأخلاقية ليست فطرية، ولكن يمكن لكل فرد اكتشافها من خلال استخدام قدرة العقل التي وهبها الله له. في عام 1702، نشرت أول أعمالها الفلسفية الرئيسية تحت عنوان ‹‹الدفاع عن السيد لوك››. مقال عن التفاهم الإنساني. كان جون لوك سعيدًا بهذا الدفاع لدرجة أنه قدّم هدايا وكتبًا إلى نصيرته الشابة التي كانت تعمل تحت إمرة إليزابيث بورنت التي أعلمت لوك لأول مرة بـ ‹‹دفاع›› تروتر.
جذبت أعمالها انتباه ويليام واربورتون، الذي استهلّ عملها الفلسفي الأخير. وكان قد طلب منها كاتب السيرة توماس بيرش مساعدته في إعداد مجموعة من أعمالها. لاقى المشروع قبولها، لكنها توفيّت قبل طباعة العمل. نشر بيرش بعد وفاتها مجموعةً من مجلدين بعنوان ‹‹أعمال السيدة كاثرين كوكبورن اللاهوتية والأخلاقية والمسرحية والشعرية›› في عام 1751. من خلال هذا العمل أصبح القرّاء والتاريخ يعرفونها إلى حد كبير.

## حياتها المبكرة
وُلدت كاثرين تروتر في لندن، في 16 أغسطس، 1674 أو 1679. كان كلا والديها إسكتلندي. كان والدها، الكابتن ديفيد تروتر، عميدًا في قوات البحرية الملكية، وعلى معرفة شخصية بالملك تشارلز الثاني، ودوق يورك، اللذين أعجِبا بخصاله الحميدة وقدّرا خدماته المتميزة. ساعد الكابتن تروتر في هدم طنجة عام 1683، وأُرسِل لاحقًا ليرافق أسطول السفن التجارية التابعة لشركة تركيا. تُوفي جراء إصابته بالطاعون في ألكسندريتا (إسكندرون) في أوائل عام 1684. بعد أن سقطت ممتلكاته في أيدٍ غيرأمينة، حلّ البلاء والفقر في آنٍ واحد على أرملته وأطفاله. كانت والدة كاثرين، سارة بيليندين، قريبة من اللورد بيليندين، ودوق لاودردال، وإيرل بيرث.
تربّت تروتر على التعاليم البروتستانتية، لكنها تحوّلت إلى الروم الكاثوليك في سنٍ مبكرة.
خلال الفترة القصيرة المتبقية من عهد الملك تشارلز الثاني، كانت والدة تروتر تحصل على معاش زوجها التقاعد من البحرية، ومنحتها الملكة آن بدلًا قدره 20 جنيهًا إسترلينيًا سنويًا. من المفترض أن تحصل الأرملة أيضًا على المساعدة من شقيق زوجها، ومن أبناء عمومتها النبلاء والأثرياء في تنشئة طفلتيها اليتيمتين. تزوّجت ابنتها البكر الطبيب إنجليس، وهو ضابط طبي، شارك الدوق مارلبورو في حملاته، وأصبح طبيبًا عامًا للجيش.
وكانت كاثرين، الأصغر سنًا، تتمتّع بفكرٍ حكيم ملحوظ بسبب اكتسابها المعرفة، وبراعتها في تعليم نفسها فن الخط وسرورها في ارتجال الشعر. لم يوثّق أي شيء فيما يتعلّق بتعليمها، ولكن من خلال تلميحها في عملها ‹‹قصيدة عن التماثيل››، يمكن الاستنتاج بأن تعليمها كان متواضعًا وعاديًا. ومع ذلك، لا شيء يمكن أن يقمع رغبتها الشغوفة في الحصول على المعلومات، وأثبتت، كعادتها، بأن العقبات هي مجرّد حوافز لبذل الجهد. قرأت بشغف وكتبت بحماسة أعمالها الخيالية التي تشغل اهتمامها الطفولي. وأتاح نمو قدراتها المنطقية، ونضج قدرتها على اتخاذ الأحكام حيزًا لكتابة النبذات والأطروحات عن الفلسفة الأخلاقية والدين. درست اللغة الفرنسية بنفسها، وبمساعدة صديق، أتقنت اللغة اللاتينية. كتبت أشعارها في سن الرابعة عشرة، وأرسلتها إلى السيد بيفيل هيغونز، عقب مرضه وشفائه من الجدري، على الرغم من اعترافها الجريء بالتعاطف مع ‹‹الشاب الجميل››، وإعجابها بسحره الذي لا مثيل له، ‹‹فإنه من الواضح أن ذلك كان بمثابة إبلاغ بالإذعانٍ مقصود، والتماسًا صادق للخصال الحميدة و‹‹الأجزاء›› الحسنة المنسوبة إليه.

## أعمالها المبكرة
لطالما كانت توصل فحوى أعمالها من خلال الأسلوب التلقيني، وعلى الرغم من أن أغانيها، التي كانت على غرار النمط الشائع في عصرها، كانت مليئة بالتعابير الغرامية، إلا أنها كانت مُغرقة بضبط النفس والفضيلة. كانت الصِلات المهنية التي تمتّع بها والدها والعلاقات الأرستقراطية التي حظيت بها أمها والشهرة المبكرة التي نالتها بفضل مواهبها الاستثنائية قد أكسبتها دائرة واسعة من المعارف. وعلى الرغم من تعسّرها في توفير سبل العيش، وربما امتلاكها القليل من المال باستثناء المكاسب التي كانت تحصل عليها لقاء أعمالها، انتقلت تروتر إلى أرقى مجتمع، وكانت ضيفًا متكررًا ومرحّبًا به في منازل الأغنياء والعظماء. حمل جمالها وحلاوة أخلاقها التي لا تتغيّر، سحر التفوّق العقلي غير المدعوم.
كانت تروتر شابةً سابقة لعمرها وقد ثقّفت نفسها لدرجة كبيرة، ونشرت روايتها الأولى (‹‹مغامرات سيدة شابة››، والتي أعيدت عنونتها فيما بعد لتصبح ‹‹مغامرات أوليندا››) دون الكشف عن هويتها في عام 1693، عندما كان عمرها 14 عامًا فقط. عُرضت أولى مسرحياتها المنشورة، ‹‹أغنيس دي كاسترو››، بعد مُضيّ عامين على نشرها، في عام 1695، في المسرح الملكي، وطُبِعت في العام التالي، مع تكريس إهداء لإيرل دورست وميدلسكس، ويبدو أن جلالته كان أحد ناصحيها وأصدقائها الشخصيين.  لم هذه المسرحية التراجيدية مبنية على حقيقة تاريخية، ولكنها كانت تستند على ترجمة أفرا بن لرواية فرنسية.
في عام 1696، تعرّضت للانتقاد إلى جانب ديلاريفير مانلي وماري بي في المسرحية التي نشرت دون الكشف عن هوية مؤلفها، والتي كان عنوانها ‹‹فطنة الأنثى››. في تلك المسرحية، كان تروتر مُتهكمة في شخصية ‹‹كاليستا، وهي سيدة تتظاهر بإتقانها اللغات وتسمّي نفسها ناقدة››. في السنة التالية، وجهت تروتر إلى وليام كونغريف مجموعة من الأشعار التي أثنت على مسرحية ‹‹عروس الحداد››، مما خلق أو عزّز الاهتمام الذي أولاه هذا الشاعر إلى أعمالها الأدبية. وتُبيّن رسالته المنشورة والمُرسلة لها أنهما كانا على معرفةٍ سابقة.
في عام 1698، عُرِضت مسرحيتها التراجيدية الثانية والأحبّ لدى جمهورها، وهي ‹‹الصداقة القاتلة››، في المسرح الجديد في لينكولن إن فيلدز. طُبِعت بعد ذلك، وكتب تروتر إهداءً لأميرة ويلز، ولم تكتسب تروتر شهرة كاتبة مسرحية واستقطبت الكثير من قصائد الثناء وحسب، بل زادت من عدد أصدقائها أصحاب النفوذ والعصريين والمرموقين. ومن المعقول أن يكون هذا قد أكسبها ربحًا ماليًا طائلًا.
ووصلت المؤلفة العديد من مجموعات كثيرة من أشعار المدح قبل إصدار مسرحية ‹‹الصداقة القاتلة››. وأحد أولئك الذين نظموا الشعر للمؤلفة بي. هارمان، الذي كتب أيضًا التمهيد. بالإضافة لكاتب مجهول الهوية، من المرجح أن يكون السيدة سارة بيرس. كما كتب لها الكاتب المسرحي جون هيوز، وأشاد بها معتبرًا إياها ‹‹أول مصلحي المسرح››. اللغة واضحة وطبيعية ولكنّها مشوّهة في بعض الأحيان بالكلمات المختصرة مثل "em" لكلمة "them". الحبكة مألوفة، بعد أن درجَ استخدام اللغة العامية في عصر النهضة، ولكن مسرحيتها مُعقدة جدًا، وتؤدي إلى بعض المواقف المسرحية اللافتة. وتُرسم العِظة الأخلاقية في الخاتمة: - ‹‹لا أحد يعرف قوته، دعْ الأكثر تصميمًا أن يتعلّموا من هذه القصة ألا يثقوا بأنفسهم، ولا تعتقدوا أنكم إن خفتم سيتلاشى اليقين بالنصر؛ فالخطر الأعظم الذي يُحدق بنا هو عندما نكون في قمّة أماننا››. تركت هذه المسرحية التراجيدية، والتي اعتبرها النقاد المعاصرون في ذلك الوقت من أفضل مؤلفات تروتر المسرحية، للقارئ سببًا بسيطًا للانخراط بالشعور بالأسف الذي يشعر به الدكتور بيرش بعد أن أُجبر بسبب عدم توفّر حيز للكتابة من حذف المسرحيات الأربع الأخرى من طبعة أعمالها.
في عام 1700، كانت واحدة من النساء الإنجليزيات الجريئات اللواتي بكيْنَ وفاة جون درايدن. لقد أثنى عليها طائفة من الشعراء المعجبين وخاطبوها كإلهة ملهمة.
في وقت مبكر من عام 1701، عُرِضت المسرحية الكوميدية ‹‹الحب في خسارة، أو يحصل على غالبية الأصوات››، على المسرح الملكي، ونشرت في شهر مايو من نفس العام، بالإضافة لإهدائها للسيدة بيرس. قال الدكتور بيرش: ‹‹لقد حصلت على تقدير مبكر للغاية، وصداقة حميمة للغاية وغير متحفّظة›› مع تروتر. في وقت لاحق من نفس العام، عُرِضت مسرحيتها التراجيدية الثالثة، ‹‹التائب الحزين››، على مسرح دروري لين ونُشِرت في أغسطس، وأهدت عملها إلى للورد هاليفاكس، وسبق الإهداء مجموعة من الأشعارالتي نظمتها ليدي بيرس بعنوان إلى ‹‹السيدة البارعة›› كاثرين تروتر. وفي عام 1701 أيضًا، كتبت تروتر مقالًا بعنوان ‹‹الدفاع عن مقال الفهم الإنساني للسيد لوك››، ونُشِر في مايو 1702. وقد أكسبها هذا المقال الصداقة الشخصية مع لوك والسيدة ماشام، اللذين كانا السبيل لوصلها مع العديد من الشخصيات البارزة. ومن بينهم السيد بيتر كينج، الذي كان محاميًا وعضوًا في البرلمان آنذك وابن أخت لوك.